# Lärarutbildning

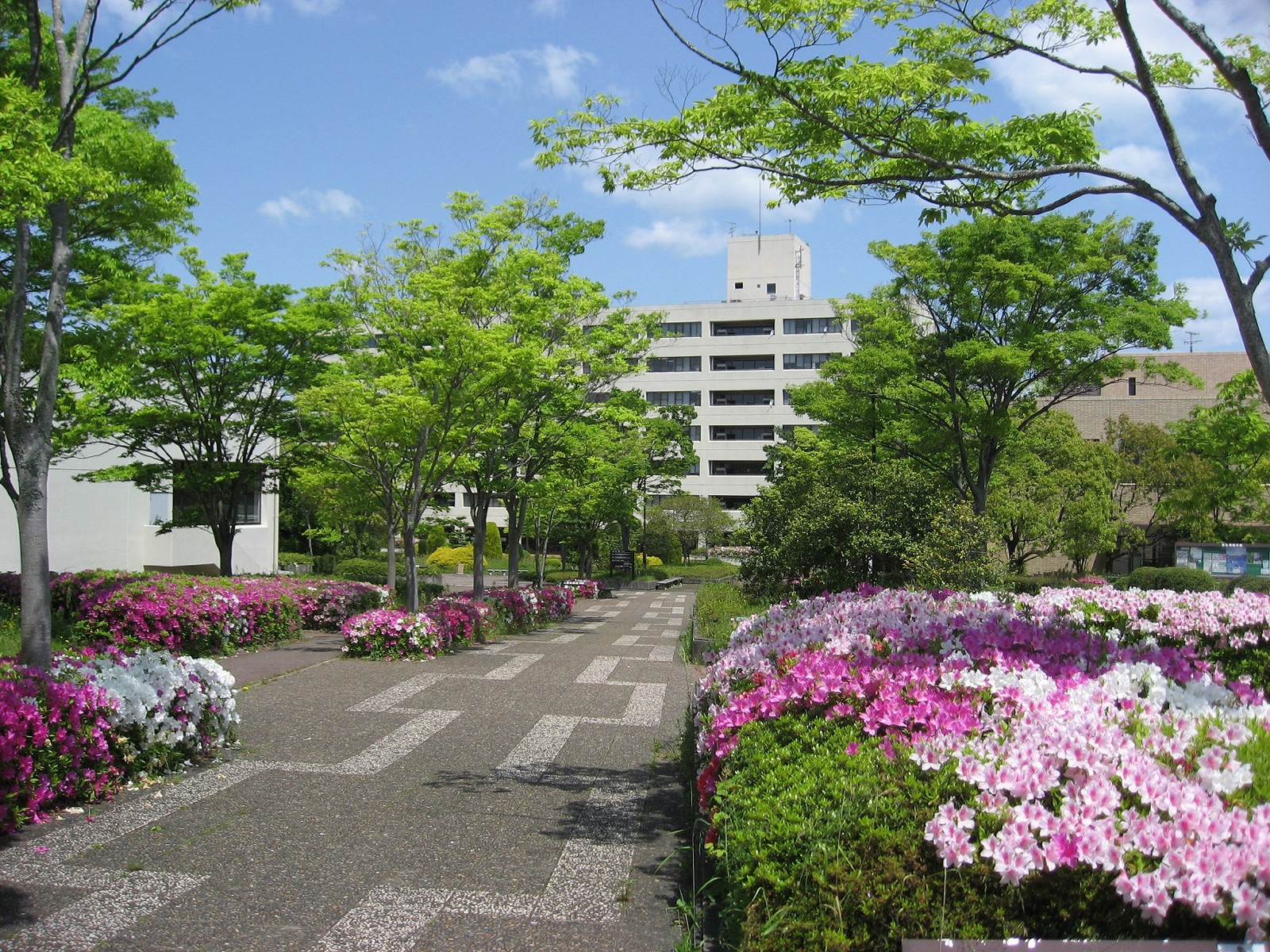
En del av campus på Hyōgos högskola för lärarutbildning i Japan.

Lärarutbildning är utbildning av lärare. Innehållet varierar från land till land, men insikter i pedagogik och didaktik samt ämneskunskaper kan antas vara gemensamt.

## Lärarutbildning i Sverige
I Sverige är lärarutbildningen sedan 2001 3,5–5,5 år, beroende på vald examina och lärarutbildning och resulterar i behörighet för att ansöka om lärarlegitimation från Skolverket. Alla utbildningar innehåller utbildningsvetenskap (bland annat pedagogik och didaktik) samt praktik, så kallad Verksamhetsförlagd utbildning (VFU).